# Молоді регіони

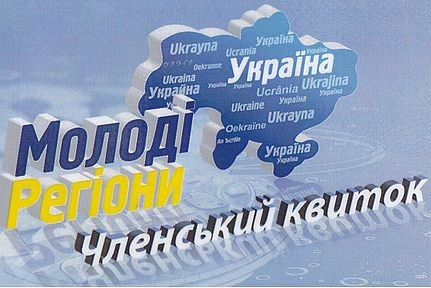
Членській квиток Молодих регіонів

Молоді́ регіо́ни (рос. Молодые регионы) — українська молодіжна громадська політична організація, молодіжне крило Партії регіонів.

## Назва
З моменту свого заснування у 2002 році до 2010 року організація функціонувала під назвою «Союз молоді регіонів України» (СМРУ). У 2010 році вона була перейменована на «Молоді регіони».

## Історія
Всеукраїнська молодіжна громадська організація «Союз молоді регіонів України» починала своє існування зі створення молодіжного крила Партії праці, яке потім, 23 травня 1998 року, сформувалось у молодіжну громадську організацію «Трудова спілка молоді України». Пізніше, внаслідок влиття Партії праці у Партію регіонів, за рішенням позачергового з'їзду від 10 березня 2001 року організація отримала нову назву — Молодіжна громадська організація «Спілка молоді регіонів». Її очолив Ігор Юшко.
У травні 2002 року створена ВМГО «Союз молоді регіонів України». Зареєстрована Мінюстом 4 липня 2002 року. Очолив організацію Станіслав Прокопенко.
Стратегічним партнером для себе СМРУ визначила Партію регіонів.
12 грудня 2003 року відбувся Перший з'їзд Союзу молоді регіонів України. Головою обрано народного депутата України Віталія Хомутинніка.
У 2003 року СМРУ виступила одним з ініціаторів створення Національної Ради молодіжних організацій України.
Мала представництва в усіх регіонах України, а також в містах Києві та Севастополі[коли?].
9 грудня 2009 року відбувся IV з'їзд, на якому обрали нового голову організації — народного депутата України Пінчука Андрія. Почесним Головою став Віталій Хомутиннік.
На V з'їзді Союзу молоді регіонів 21 вересня 2010 року прийняли рішення змінити назву організації на «Молоді регіони».

## Цілі
Метою діяльності СМРУ є задоволення та захист законних соціальних, економічних, творчих, духовних, вікових, національно-культурних та інших спільних інтересів своїх членів та української молоді. Основним своїм завданням Союз молоді регіонів України вважає об’єднання молоді для створення належних умов всебічного розвитку особистості, професійного росту та взаємодопомоги в реалізації спільних та особистих інтересів, брати активну участь в процесі реалізації державної молодіжної політики.

## Керівництво
Головою Молодих регіонів з 2009 року є Андрій Пінчук.
Заступником голови з 2005 року є Віктор Вікторович Янукович, син екс-президента України.

## Діяльність
У Луганській області молоді регіонали опікуються дитячою громадською організацією «Лугарі».
В ході єврореволюції Молоді регіони брали активну участь у зборі коштів для «антимайдану»
У 2014 році активіст Молодих регіонів Роман Лягін став активістом терористичної організації «Донецька народна республіка», в якій отримав посади «голови ЦВК» на незаконному референдумі 11 травня 2014 року щодо надання суверенітету ДНР, а 16 травня 2014 року — «міністра праці та соціальної політики».

## Скандали
9 вересня 2012 року на проспекті Комарова у Києві, під час поширення листівок проти Партії регіонів у рамках кампанії «Помста за розкол країни», на активістів вчинили напад члени Солом'янського районного осередку «Молодих регіонів»
Голову Білоцерківської міської молодіжної організації «Молоді регіони» Василя Бойка підозрюють в участі та організації провокацій і нападів на журналістів під час подій 18 травня 2013 року у Києві, а саме під час сутичок на Михайлівській площі неподалік проведення акції «Вставай, Україно!» та «Антифашистського маршу». Голова «Молодих регіонів» Андрій Пінчук заперечив причетність членів організації.